# Zonopimpla atriceps
Zonopimpla atriceps là một loài tò vò trong họ Ichneumonidae.